# エジプト軍
エジプト軍（エジプトぐん、阿: جيش مصر）は、エジプト・アラブ共和国の軍隊。
正規軍はエジプト陸軍、エジプト海軍、エジプト空軍、エジプト防空軍で構成されており、2010年11月見積もりの総兵力は468,500人。予備役479,000人。アフリカ大陸における最大の軍隊である。
正規軍以外にも内務省が管轄する中央治安部隊（325,000人）、国境警備隊（12,000人）、国防省が管轄する共和国防衛隊、60,000人）などの準軍事組織が存在している。
軍総司令官は大統領が務めるが、現在は国防・軍需大臣シドゥキー・ソブヒー陸軍大将が兼任、参謀総長は、マフムード・ヒガーズィー陸軍中将。

## 概要
エジプトはアフリカや中東の軍事大国の一つであり、イスラエルにも匹敵する軍事力を備えている。また、アラブ諸国では唯一偵察衛星を保有する国家でもある。北大西洋条約機構（NATO）の参加国ではないが、強力な戦略的パートナーであり、地中海対話にも参加している。財政面でもアメリカ合衆国の援助に大きく依存するため、アメリカの強い影響下に置かれている。
20世紀後半には、中東戦争でイスラエルと何度も激しく戦った。2010年代後半においてもエジプト国民の反イスラエル感情は強いが、両国の間に位置するシナイ半島で活動するイスラム過激派組織「ISシナイ州」に対する掃討作戦で、イスラエル空軍機がエジプト領内を爆撃したり、エジプト空軍機がイスラエル領空を通過したりする協力関係にある。
軍の装備はアメリカ、フランス、イタリア、イギリス、旧ソ連、および中華人民共和国等のもので構成されている。元々装備は旧共産圏製で占められていたが、イスラエルとの和解後はアメリカなど西側諸国製の装備が主流になりつつある。
エジプト軍は政治や経済、社会に大きな影響力を有している。共和制エジプトの歴代大統領6人（2018年時点）のうち、ムハンマド・ナギーブからアブドルファッターフ・アッ＝シーシーまでの4人が軍出身。シーシー政権下では27県のうち17県で元軍人が知事を務める。エジプト軍は兵士を動員して農場などを営んでいるほか、建設業などで国防省が出資する企業が多数ある。エジプトの国内総生産（GDP）のうち、軍関連の経済活動が占める比率は約4割に達するとの推計もある。

## エジプト陸軍

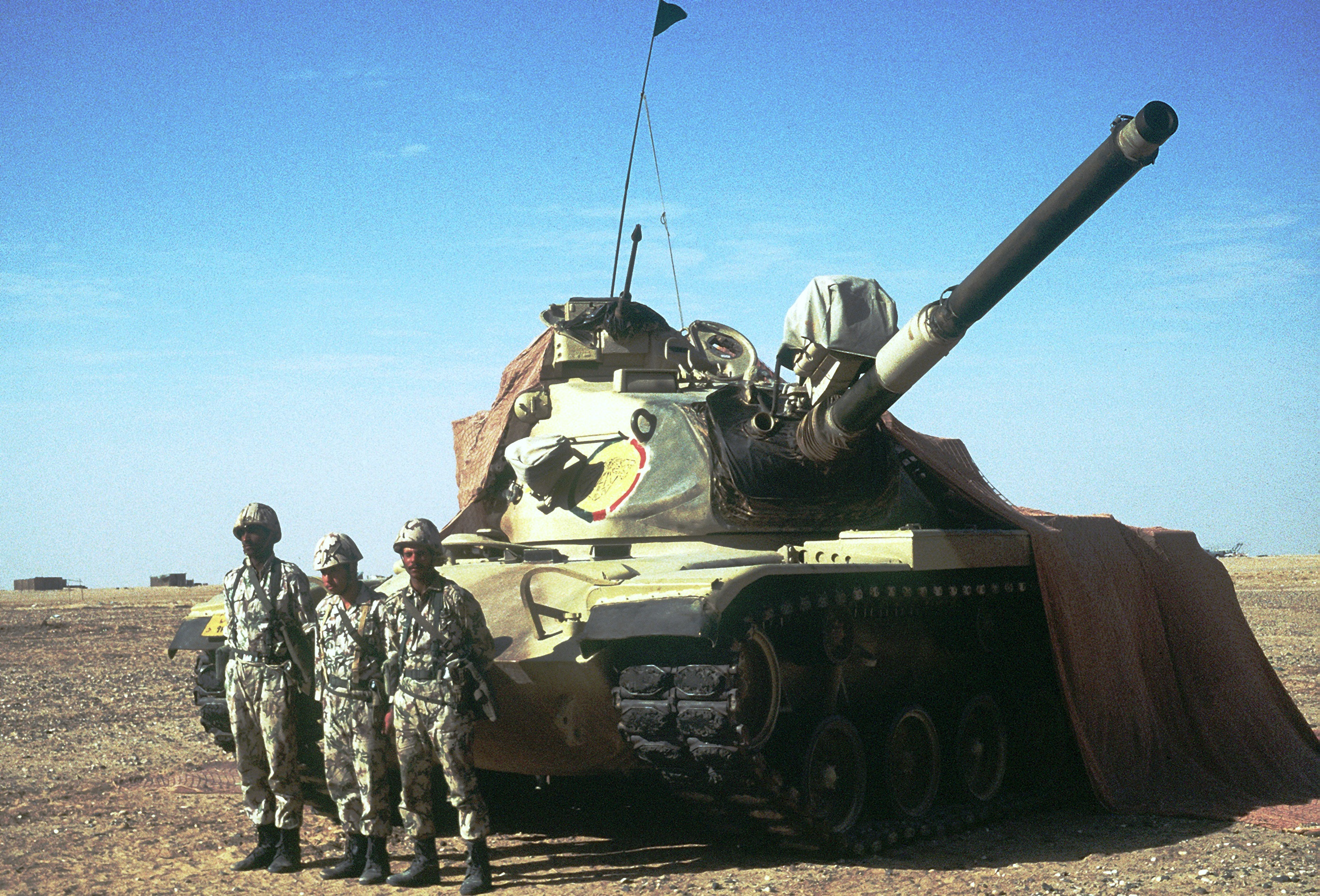
湾岸戦争に参加したM60A3戦車とその乗員

エジプト陸軍（Egyptian Army）は34万人の兵力を有するエジプトの陸軍。
近年は、旧共産圏製の旧式化した装備から、アメリカを中心とする西側製の近代的な装備へと更新を進めている。
戦車に関してはM1エイブラムス 1005両、M60パットン 1435両、T-62 550両、T-54/T-55 500両、ラムセス2世 260両など4000両近い数を保有している。
エジプト憲兵（en:Military Police）は陸軍に属す。

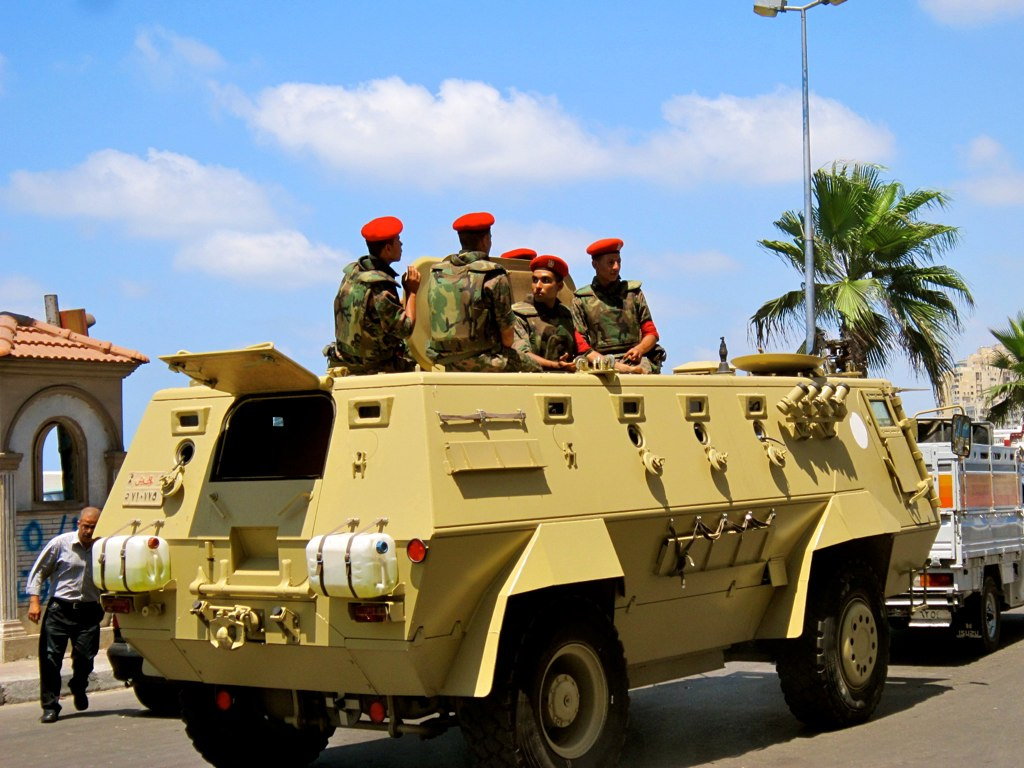
エジプト軍憲兵

## エジプト海軍

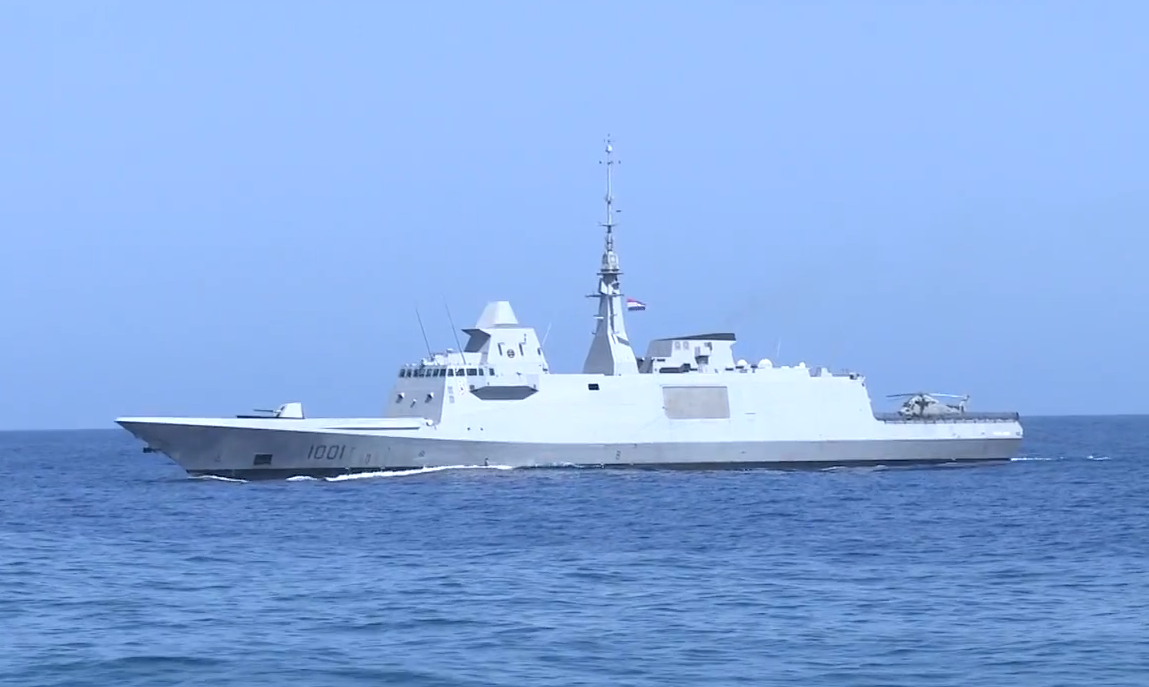
アキテーヌ級駆逐艦タヒヤ・ミスル（2016年撮影）

エジプト海軍（Egyptian Navy）は18,500人の兵力を有するエジプトの海軍。
エジプト軍内での規模はあまり大きくないものの、アフリカや中東では最大規模の海軍である。地中海と紅海の両方に部隊が配備されているが、戦力の大部分は地中海に回されている。
水上戦闘艦の主力はアメリカ製のO・H・ペリー級フリゲート4隻とノックス級フリゲート2隻と中国製の江滬型フリゲート2隻。近年ではフランスからアキテーヌ級駆逐艦1隻を、イタリアからカルロ・ベルガミーニ級フリゲート2隻を購入して編入し、ドイツからはMEKO A-200型フリゲート艦を4隻発注するなど、戦力を強化している。
潜水艦では209型潜水艦4隻とロメオ型潜水艦4隻を保有している。
また、ロシア海軍が受領する予定だったミストラル級強襲揚陸艦2隻を買い取り、僚下で運用している。
エジプト沿岸警備隊（Coast Guard）は海軍に所属する。

## エジプト空軍

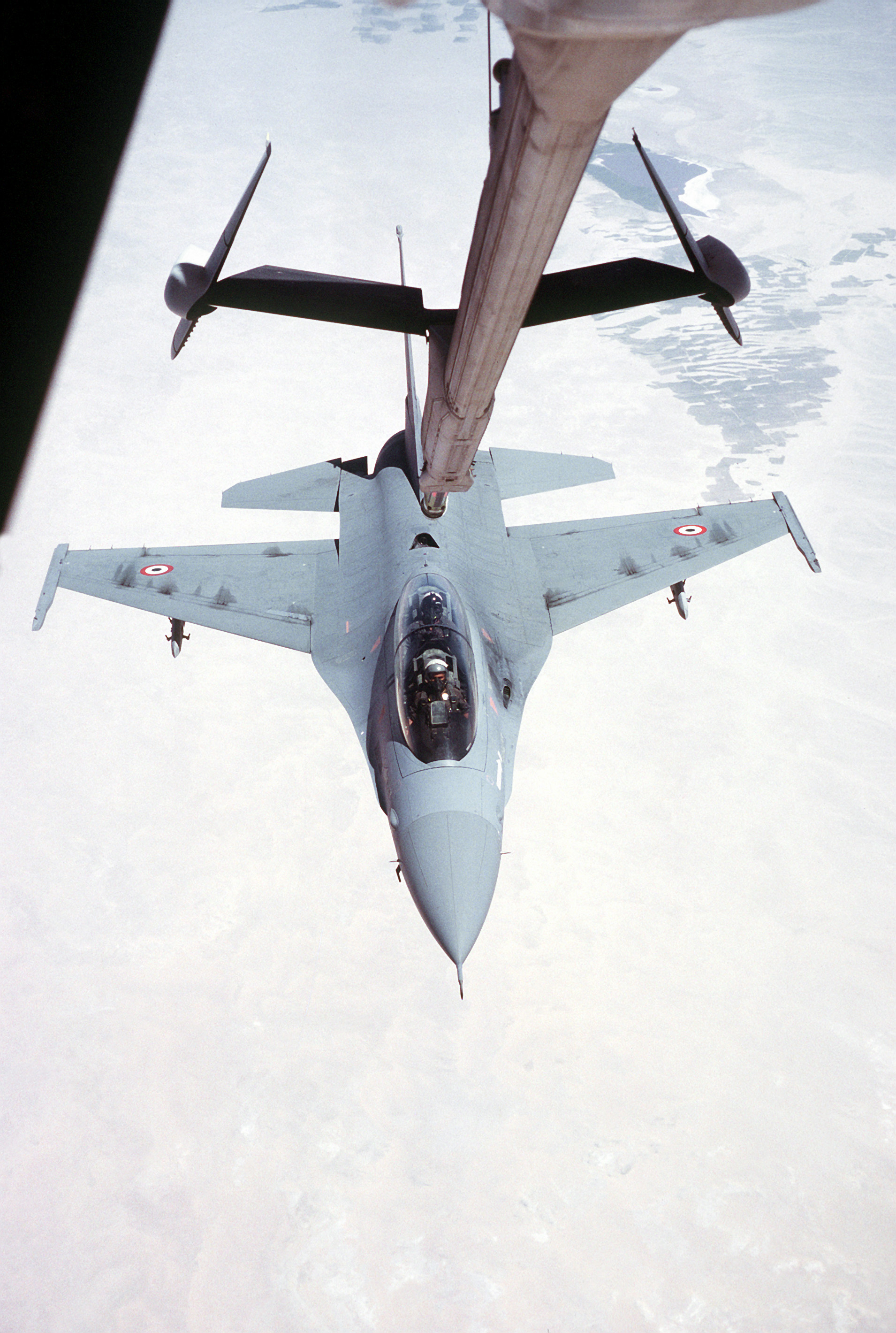
空中給油を受けるエジプト空軍のF-16

エジプト空軍（Egyptian Air Force）は569機の航空機と149機のヘリコプターおよび3万人の兵力を有するエジプトの空軍。
F-16ファイティング・ファルコン 240機(保有数世界第4位)やミラージュ2000 40機、E-2Cホークアイ 8機など近代的な航空戦力を保有している。旧式化したソ連製のMIG-21や中国製のJ-7は退役しつつある。曲芸飛行隊は10機のK-8を使用している。
なお、2015年にはラファール24機の採用が、2021年には30機の導入が発表されている。
西側諸国では各種ヘリコプターを陸軍に配備する場合が多いが、エジプト軍では全て空軍に配備されている。機種はAH-64 アパッチ 36機、UH-60 ブラックホーク 30機、Mi-8ヒップ 42機、CH-47チヌーク 19機など。
また、無人攻撃機も翼竜や彩虹を中国から導入している。

## エジプト防空軍
エジプト防空軍（Egyptian Air Defense Forces）は8万人の兵力を有するエジプトの防空を担当する組織。
対空砲や地対空ミサイルによる防空およびレーダーによる空中の警戒・監視を任務としており、ソ連防空軍とよく似た性格を持つが、迎撃戦闘機は保有していない。

## 特殊部隊
エジプトの特殊部隊はエジプト軍によるラルナカ国際空港襲撃とエジプト航空648便ハイジャック事件という失敗を過去にしたため一度再編成され、現在はシナイでの軍事作戦においてイスラム過激派の掃討任務にも参加している。ドイツのGSG-9、フランスのGIGN、アメリカのデルタフォースやNavy SEALsとは合同訓練をする関係にある。
- アル－サイカ部隊（英語版）
- 第777戦闘部隊（英語版）
- 第999偵察部隊（英語版）
- 海軍アル－サイカ部隊（英語版）

## 準軍事組織

### 内務省管轄
- エジプト中央治安部隊（英語版）
- エジプト国境警備隊

### 国防省管轄
- エジプト共和国防衛隊（英語版）または大統領親衛隊（英語版） - 主に行事やパレードを行うが、また大統領府や首都の警備もする。ムハンマド・フセイン・タンターウィーは元隊長。

## 士官学校
- ナーセル軍事大学院（英語版） 1965年設立。
  - 1. 高等戦争カレッジ 1965年-。
  - 2. 国防カレッジ 1966年-。
  - 3. 戦略研究センター 1983年-。

上記の3つの研究科からなる。民間人も入学可能。
- 出身者タンターウィー、サーミー・アナーン、アフマド・シャフィーク、アッ＝シーシー
- エジプト軍事技術学校（英語版） 1957年設立[14]。

- エジプト陸軍士官学校（英語版） 1811年設立。中東アフリカ最古。 - 出身者ナーセル、サーダート、ムバーラク、タンターウィー、アブドルハリーム・アブーガザーラ、アッ＝シーシー
- エジプト海軍兵学校（英語版） 1946年設立。
- エジプト空軍士官学校（英語版） 1951年設立。- 出身者ムバーラク、シャフィーク
- エジプト防空軍士官学校（英語版） 1974年設立。
- 技術研究所 1968年設立。